# Los Titis
Los Titis (realmente escrito Titi'Hs) es una de las principales zonas de marcha de la ciudad española de Albacete.
Situada en la zona centro-noroeste de la ciudad, comprende el primer tramo de la avenida Arquitecto Carrilero, el primer tramo de la avenida Ramón Menéndez Pidal y la emblemática plaza de Isabel II, a caballo entre los barrios Feria, El Pilar e Industria.
A su agitada actividad durante todo el día se suma su activa vida nocturna, que hacen de este lugar una de las principales zonas de copas de la capital albaceteña. Sus grandes terrazas congregan a miles de albaceteños y visitantes.
Su denominación procede de uno de los locales más antiguos y populares de esta zona, que ha acabado por darle nombre, si bien también se conoce con otras denominaciones como Bulevar y Feria o Avenida Isabel La Católica por los lugares sobre los que se asienta.